# Nemoria pistaciaria
Nemoria pistaciaria är en fjärilsart som beskrevs av Alpheus Spring Packard 1876. Nemoria pistaciaria ingår i släktet Nemoria och familjen mätare. Inga underarter finns listade i Catalogue of Life.